# Intonarumori

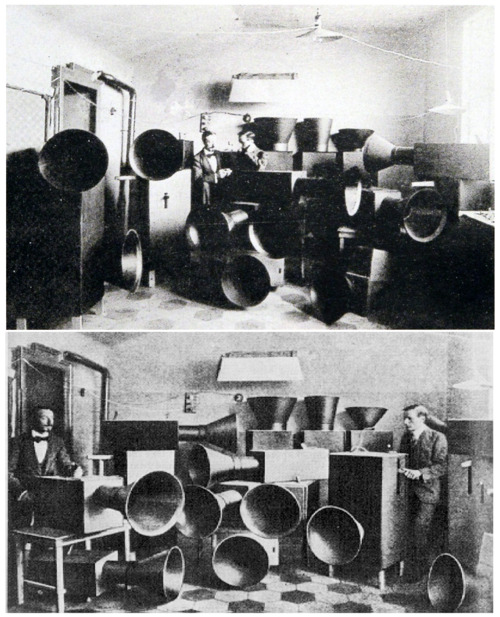
Russolo, Piatti y los intonarumori.

Los Intonarumori fueron una familia de instrumentos musicales inventados en 1913 por el pintor futurista y compositor musical italiano Luigi Russolo. Eran generadores de ruido acústico que permitieron crear y controlar dinámicas y alturas en diferentes tipos de ruidos. Una panoplia de varios de estos dispositivos actuando conjuntamente fue lo que se denominó la «orquesta futurista». 
La invención de los intonarumori fue el resultado natural de las teorías musicales de Russolo expuestas ya en su manifiesto de 1913 (El arte del ruido) en el que presentó sus ideas sobre el uso de los ruidos en la música y manifestaba su objetivo de controlar y hacer música con sonidos de tranvías, motores de combustión interna o el clamor de las multitudes vitoreando.

## Descripción de los instrumentos
Cada instrumento estaba diseñado en una caja paralelepípeda de madera con un altavoz de cartón o metal en su lado frontal. El ejecutante giraba una manivela o presionaba un botón eléctrico para producir el sonido cuya altura era controlada por medio de una palanca en la parte superior de la caja. La palanca se podía mover en escalas de tonos, semitonos y gradaciones intermedias dentro de una gama de más de una octava.

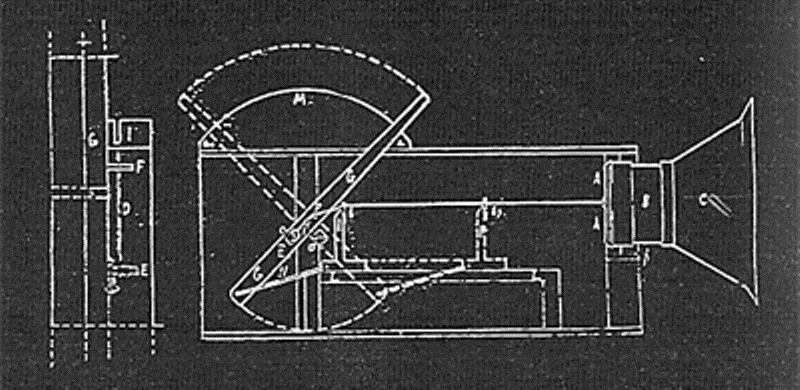
Esquema del diseño original de un intonarumori, 1914.

Dentro de la caja había una rueda de madera o de metal (cuya forma o diámetro variaba según el modelo) que hacían vibrar una cuerda de tripa o metal. La tensión de la cuerda era modificada por medio de la palanca que permitía glisandos o notas específicas. En un extremo de la cuerda había un parche de tambor que transmitía las vibraciones al altavoz.

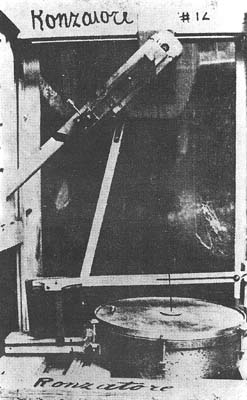
Interior de un ronzatore.

Los intonarumori recibieron nombres onomatopéyicos según el sonido producido: aullidos (aullador), truenos (atronador), crepitación (crepitador), arrugas, explosión, gorjeos, zumbidos, silbidos, etc. y algunos modelos fueron fabricados como formando parte de una «familia»: soprano, contralto, tenor y bajo. Hacia finales de 1913 ya existían 15 modelos diferentes, y al final hubo 27 tipos. Según Russolo, se podían llegar a obtener treinta mil ruidos diferentes.

## Intonarumori en directo
Los primeros conciertos de música con Intonarumori se dieron en 1913 en el Teatro Storchi de Modena donde Russolo presentó un «detonador» (scoppiatore) y posteriormente, ya con 5 modelos diferentes, en la Villa Rosa de Filippo Tommaso Marinetti en Milán, el 11 de agosto, actuación que presencian Stravinsky y Diaghilev, que se mostraron muy interesados en la innovación.
En 1914 ya se exhibieron en conciertos en  Milán (Teatro Dal Verme), Génova (Politeama) y en Londres (Coliseum), con frecuente resultados de alborotos y abucheos. Por ejemplo, respecto a esta última actuación, en junio, The Times ofreció esta descripción del evento: Extraños instrumentos con forma de embudo… evocando el sonido que se puede escuchar en el aparejo de un barco que cruza el canal con una mar muy movida; los músicos —¿o podríamos decir los «ruidistas»?— han cometido la imprudencia de comenzar una segunda pieza… a pesar de oír gritos patéticos de ¡Basta! sonando excitados por todos los puntos de la sala.
Las composiciones de estos conciertos no han sobrevivido, pero tenían sugerentes títulos futuristas como Risveglio di una cittá (Despertar de una ciudad) y Convengo di automobili e aeroplani (Reunión de automóviles y aeroplanos), ya escritos con su nuevo lenguaje gráfico.
Y es que, aparte del manifiesto de 1913, Russolo expone sus ideas en un artículo titulado Grafia enarmonica per gli intonarumori futuristi (Notación enarmónica para los futuristas intonarumori) publicado por la revista Lacerba, donde introdujo un nuevo tipo de notación musical que puede considerarse pionera de los intentos de los compositores de música electrónica.

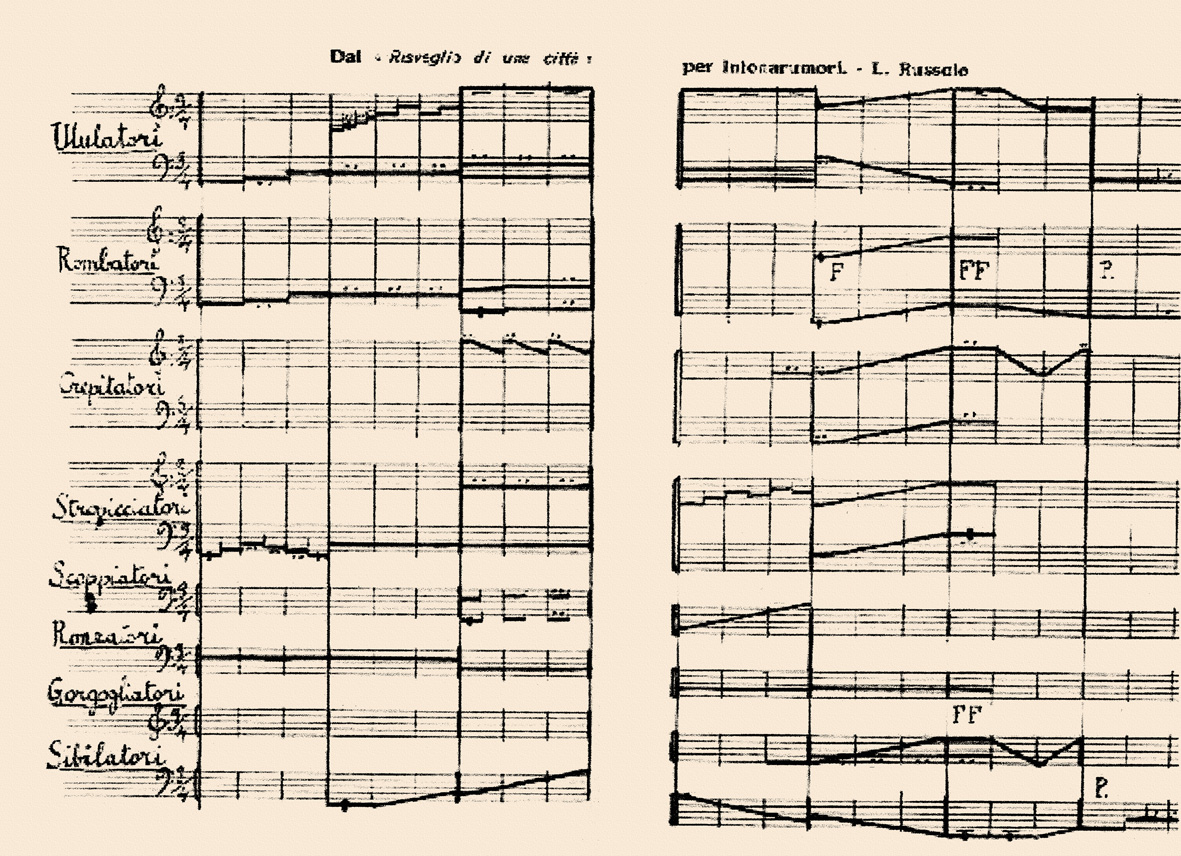
Partitura de notación enharmónica, Russolo, 1913.

En 1921, después de la Primera Guerra Mundial, presentó tres controvertidos conciertos en París (Théatre des Champs-Elysées), con música propia, de su hermano Antonio y de Nuccio Fiorda, ejecutada con una orquesta completa de 27 intonarumori y, en 1922, participó en la obra de Marinetti Il tamburo di fuoco con algunos fondos musicales hechos con los intonarumori.
En general, y a pesar de que llegó a realizar pequeños conciertos-exhibiciones especiales, muy comentados, la música ruidista fue integrada en los espectáculos futuristas, esencialmente, como música de fondo (y en este sentido puede ser considerado como el precursor de la música ambiental), o bien fue incorporada a una mayor «orquesta futurista» (orquesta sinfónica más intonarumoris) para realizar música de técnica mixta (mezcla de convencional y ruidista, por fragmentos yuxtapuestos), como la que hacia su hermano Antonio o alguna de Pratella.

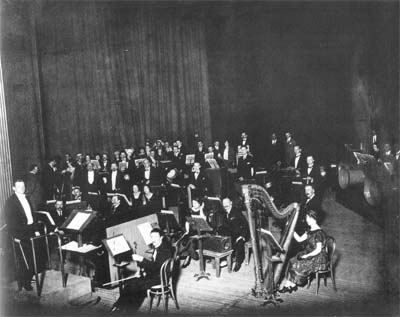
Concierto para Intonarumori y orquesta

Russolo, a partir de 1929, se dedicó a poner música en directo a películas y documentales (especialmente, con Painlevé y Deslow, en el cine Studio 28 de París). Y los grandes planes que tenía para la producción en masa de sus rumorarmonios (apoyados por Edgar Varése) nunca se cumplieron.
Ninguno de sus dispositivos originales sobrevivió a la Segunda Guerra Mundial, pero recientemente (desde 1970, en especial por Pietro Verardo) se han reconstruido algunos, que son utilizados en presentaciones y exhibidos en museos. 
La obra de Luigi Russolo atrajo, en su momento, la atención de compositores y artistas como Honegger, Stravinsky, Ravel, Les Six (los Seis), Milhaud, de Falla, Casella, Varèse, Kahan, Diaghilev, Claudel y Mondrian.
Aunque las obras de Russolo solo tienen un ligero parecido con los trabajos de la música moderna sobre ruidismo, fueron una etapa esencial y fecunda en la evolución de este género, y muchos artistas de hoy reconocen su manifiesto como una de las obras fundamentales y punto de referencia; desde la música concreta de Schaeffer, a la música electrónica, hasta  incluso algunos tipos de rock actuales, pasando por las innovaciones de Cage o Varèse en aleatoriedad, improvisación y tímbrica percusiva.

## Réplicas
Hay tres colecciones en Italia, en los Países Bajos (Wessel Westerveld) y en Estados Unidos (Performa).

### De la destrucción al ruido… Un siglo de música futurista, por José Antonio Bielsa
- De la destrucción al ruido… Un siglo de música futurista (1): Fundamentos, en InfoHispania
- De la destrucción al ruido… Un siglo de música futurista (2): Exponentes, en InfoHispania
- De la destrucción al ruido… Un siglo de música futurista (y 3): Herederos, en InfoHispania

- Datos: Q3153674
- Multimedia: Intonarumori / Q3153674